# Арчі Грей
Арчі Джеймс Френсіс Грей (англ. Archie James Francis Gray; нар. 12 березня 2006) — англійський професійний футболіст, який грає на позиції центрального півзахисника або правого захисника клубу чемпіонату Футбольної ліги Англії «Лідс Юнайтед».

## Клубна кар'єра
Народившись в Даремі, Грей приєднався до Лідс Юнайтед на рівні групи «молодше 9 років». Він швидко просувався в футбольній академії клубу, і мала бути досягнута угода між «Лідс Юнайтед» і школою Грея (Католицькою середньою школою Сент-Джона Фішера в Гаррогейті), щоб Грей пропускав заняття, щоб тренуватися з першою командою, на прохання тодішнього її головного тренера Марсело Б'єлса.
18 грудня 2021 року, у віці 15 років, Грей був дебютував у заявці основної команди у грі Прем'єр-ліги проти «Арсеналу»⁣, але на поле не вийшов. Якби він вийшов на поле, то побив би рекорд наймолодшого гравця Лідс Юнайтед, встановлений у 1962 році Пітером Лорімером. У сезоні 2021—2022 років він був на лаві запасних основної команди ще п'ять разів, але не виходив на поле.
У вересні 2022 року він підписав дворічну стипендійну угоду з «Лідс Юнайтед»
6 серпня 2023 року він вперше вийшов на поле за основну команду «Лідс Юнайтед» у стартовій грі сезону EFL Championship 2023–24 проти «Кардіфф Сіті» на Елленд Роуд. У квітні 2024 року його було визнано найкращим молодим гравцем сезону чемпіонату Футбольної ліги Англії.

## Міжнародна кар'єра
Грей представляв Англію на рівні збірних до 16, до 17 і до 21 року. Він має право представляти Шотландію.
17 травня 2023 року Грея було включено до складу збірної Англії на Чемпіонат Європи УЄФА серед юнаків до 17 років 2023.
Уже потрапивши до молодіжної збірної Англії до 19 років, Грей дебютував у молодіжній збірній 16 листопада 2023 року під час поразки від Італії (0:3) на Кімпоут Стедіум.
22 березня 2024 року Грей забив у своєму дебюті за збірну Англії U21 у матчі кваліфікації Чемпіонату Європи 2025 проти молодіжної збірної Азербайджану U21, у якому Англія перемогла з рахунком 5:1 у Баку.

## Особисте життя
Арчі Грей є сином Енді Грея та Джорджіни. Він є одним з чотирьох братів. Він також є онуком Френка Грея та правнучатим племінником Едді Грея, які всі грали за «Лідс Юнайтед» і представляли Шотландію на міжнародному рівні. Його брат Гаррі також грає за академію Лідс Юнайтед.

## Кар'єрна статистика

### Клуб
Станом на 16 травня 2024
| Клуб              | Сезон             | Ліга              | Ліга | Ліга  | Кубок Англії | Кубок Англії | Кубок EFL | Кубок EFL | Інші змагання | Інші змагання | Всього | Всього |
| Клуб              | Сезон             | Ліга              | Ігор | Голів | Ліга         | Ігор         | Голів     | Цілі      | Ігор          | Голів         | Ігор   | Голів  |
| ----------------- | ----------------- | ----------------- | ---- | ----- | ------------ | ------------ | --------- | --------- | ------------- | ------------- | ------ | ------ |
| Лідс Юнайтед U21  | 2021–22           | —                 | —    | —     | —            | —            | —         | —         | 1             | 0             | 1      | 0      |
| Лідс Юнайтед      | 2023–24           | Чемпіонат EFL     | 44   | 0     | 3            | 0            | 2         | 0         | 2             | 0             | 51     | 0      |
| Всього за кар'єру | Всього за кар'єру | Всього за кар'єру | 44   | 0     | 3            | 0            | 2         | 0         | 3             | 0             | 52     | 0      |

1. ↑  Appearance in EFL Trophy
2. ↑  Appearances in EFL Championship play-offs

## Досягнення
«Тоттенгем Готспур»
- Переможець Ліги Європи УЄФА: 2024–25[15]

Особисті
- Найкращий молодий гравець чемпіонату Футбольної Ліги Англії: 2023–24[7]
- Новачок сезону у чемпіонаті Футбольної Ліги Англії: 2023–24[7]
- Найкращий молодий гравець сезону «Лідс Юнайтед» : 2023–24[16]

Збірні
- Чемпіон Європи серед молодіжних команд: 2025